# Јохан Винкелман
Јохан Јоахим Винкелман (Стендхал, 9. септембар 1717 — Трст, 8. јун 1768), био је немачки историчар уметности и археолог познавалац античке уметности и оснивач теорије класицизма, аутор прве велике синтезе у ликовној уметности.
Родио се 1717. године у Стендхалу као син обућара и почео је на студијама теологије у Халеу, али је брзо променио предмет свога интересовања одавши се студију грчке уметности и литературе. Такође је започео студиј медицине на универзитету у Јени. Радио је прво као учитељ а затим као библиотекар у Дрездену и у Риму.
Умро је насилном смрћу 1768. године недалеко од Трстa.

## Идеје
Развој уметности је узрокован природним факторима (поднебљем) као и друштвеним факторима (на пример утицајима друштвеног уређења) и њима изазваног начина мишљења.
Старогрчка уметност отелотворљава узвишену једноставност и мирну маестозност, настала је у слободи и јесте естетски идеал кога је вредно наставити.